# آراکسیا موشغیان
آراکسیا موشغیان (ارمنی: Արաքսիա Մուշեղյան؛ انگلیسی: Araksya Musheghyan زادهٔ ۱۹۶۹) تهیه‌کننده موسیقی، آهنگساز، خواننده و نوازنده پیانو اهل ارمنستان است.

## زندگی‌نامه
وی در ۱۹۶۹ در ایروان به دنیا آمد و از کنسرواتوار دولتی کومیتاس ایروان فارغ‌التحصیل گشت. وی دختر گورگن موشغیان می‌باشد. 